# Хайнрих IV (Ройс-Унтерграйц)
Хайнрих IV Ройс-Унтерграйц (на немски: Heinrich IV Graf Reuß zu Untergreiz; * 5 август 1638 в Грайц, Тюрингия; † 21 февруари 1675 в Хехинген, Тюбинген) от фамилията Ройс (Ройс стара линия) е от 26 август 1673 г. граф на Ройс-Унтерграйц в Грайц. Той е господар на Плауен, Грайц, Кранихфелд, Гера, Шлайц, Лобенщайн и Унтерграйц.
Той е четвъртият син на Хайнрих V Ройс-Унтерграйц (1602 – 1667) и съпругата му вилд-и Рейнграфиня Анна Мария фон Залм-Нойфвил (1606 – 1651), дъщеря на вилд- и Рейнграф Фридрих фон Залм-Нойфвил (1547 – 1608) и четвъртата му съпруга графиня Анна Амалия фон Ербах (1577 – 1630). Внук е на Хайнрих V Роус-Грайц (1549 – 1604) и Мария фон Шьонбург-Валденбург (1565 – 1628).
Брат е на Хайнрих Хайнрих I Ройс-Грайц (1632 – 1666, убит в дуел), граф Хайнрих II Ройс-Унтерграйц (1634 – 1697) и граф Хайнрих V Ройс-Унтерграйц-Ротентал (1645 – 1698).
На 26 август 1673 г. Хайнрих IV и братята му Хайнрих II и Хайнрих V са издигнати на графове на Ройс-Унтерграйц.
Хайнрих IV умира на 36 години на 21 февруари 1675 г. в Хехинген, Тюбинген, Баден-Вюртемберг и е погребан в Грайц.

## Фамилия
Хайнрих IV Ройс-Унтерграйц се жени на 31 октомври 1671 г. в Грайц за фрайин Анна Доротея фон Рупа от Моравия (* 3 октомври 1651, Будкау; † 17 юни 1698, Бургк), дъщеря на фрайхер Вилхелм фон Рупа († 1674) и фрайин Анна Катерина фон Рупа/Рупау (* ок. 1625). Те имат два сина:
- Хайнрих XIII (* 29 септември 1672, Оппург; † 14 април 1733, Грайц), граф на Ройс-Унтерграйц (1697 – 1733), женен на 14 август 1697 г. в Илзенбург за графиня София Елизабет фон Щолберг-Илзенбург (* 6 февруари 1676, Векхселбург; † 14 ноември 1729, Бургк), дъщеря на граф Ернст фон Щолберг-Илзенбург (1650 – 1710) и графиня София Доротея фон Шварцбург-Арнщат (1647 – 1708)
- Хайнрих XIV (* 14 януари 1674,Бургк; † 20 юни 1682/92, Люнебург)

## Галерия
- Долният дворец в Грайц (отзад Горният дворец), 2009
- Долният дворец с градската църква Св. Мариен